# Ophiographa
Ophiographa là một chi bướm đêm thuộc họ Geometridae.

## Các loài
- Ophiographa axia
- Ophiographa dilutaria
- Ophiographa lechriomita
- Ophiographa macrophyes
- Ophiographa postmarginata
- Ophiographa serpentaria
- Ophiographa undulifera